# Ercole Dandini
Ercole Dandini, italijanski rimskokatoliški duhovnik, škof in kardinal, * 25. julij 1759, Rim, † 22. julij 1840.

## Življenjepis
10. marca 1823 je bil imenovan za škofa Osima e Cingolija, povzdignjen v kardinala in imenovan za kardinal-duhovnika S. Balbina. S škofovskega položaja je odstopil 23. maja 1824.
Umrl je 22. julija 1840.